# 庞口镇
庞口镇，是中华人民共和国河北省保定市高阳县下辖的一个乡镇级行政单位。

## 行政区划
庞口镇下辖以下地区：
西庞口村、石家庄村、北坎苇村、南坎苇村、东杨庄村、北庞口村、南庞口村、白家庄村、李家庄村、安家庄村、连家庄村、西王庄村、西柳村、新柳村、陈家庄村、皇亲庄村、高家庄村、贺家庄村、殷家庄村、刘家庄村、边渡口村、边家务村、小冯村、北柳庄村、姜齐庄村和旧城村。